# Värsta gänget
Värsta gänget (engelska: Major League) är en amerikansk långfilm från 1989 i regi av David S. Ward, med Tom Berenger, Charlie Sheen, Corbin Bernsen och Margaret Whitton i rollerna. Filmen har fått två uppföljare: Värsta gänget 2 (1994) och Värsta gänget 3 (1998).

## Handling
Rachel Phelps har ärvt basebollklubben Cleveland Indians av sin make. Hon vill flytta klubben till ett varmare klimat i Miami, men för att göra detta måste hon se till att klubbens biljettförsäljning dyker till under 800 000 sålda biljetter. För att genomföra sin plan får hon klubbens general manager Charlie Donovan (Charles Cyphers) att anställa det värsta laget han kan hitta. Donovan hittar veteranen Jake Taylor (Tom Berenger) som har problem med knät, pitchern Ricky Vaughn (Charlie Sheen) som han hittat i fängelset, Pedro Cerrano (Dennis Haysbert) som utövar voodoo och en rad andra. Problemet för ägaren visar sig när det värsta laget de samlat ihop faktiskt kan vinna matcher.

## Rollista
| Tom Berenger     | – Jake Taylor       |
| Charlie Sheen    | – Ricky Vaughn      |
| Corbin Bernsen   | – Roger Dorn        |
| Margaret Whitton | – Rachel Phelps     |
| James Gammon     | – Lou Brown         |
| Rene Russo       | – Lynn Wells        |
| Wesley Snipes    | – Willie Mays Hayes |
| Charles Cyphers  | – Charlie Donovan   |
| Chelcie Ross     | – Eddie Harris      |
| Dennis Haysbert  | – Pedro Cerrano     |
| Andy Romano      | – Pepper Leach      |
| Bob Uecker       | – Harry Doyle       |
| Steve Yeager     | – Duke Temple       |
| Peter Vuckovich  | – Haywood           |
| Stacy Carroll    | – Suzanne Dorn      |